# Accra Native Confederation
Die Accra Native Confederation war 1869 ein kurzlebiger Versuch, die damals unter britischer Herrschaft stehende Stadt Accra im heutigen Ghana zu einer von den europäischen Mächten anerkannten Selbstregierung zu zwingen.

## Geschichte
Die Konföderation war stark beeinflusst von dem zeitgleichen, aber erheblich erfolgreicheren Projekt der Fanti-Konföderation im westlichen Küstenabschnitt der damaligen britischen Kolonie Goldküste und von den Theorien des sierra-leonischen Intellektuellen James B. Africanus Horton, der in einem seiner Werke auch eine „Republik von Accra“ projektierte. Von den ersten Zusammenkünften der Betreiber der Fanti-Konföderation in der Stadt Mankessim 1868 an waren Vertreter der „gebildeten Elite“ Accras anwesend und ließen sich von den dortigen Ideen und Entwicklungen anregen. Die erste Zusammenkunft in Accra fand im August 1869 mit etwa 60 Personen im Haus des „anerkannten Führers der gebildeten Eingeborenen von Accra“, William Lutterodt, statt. Unmittelbarer Auslöser war die Bedrohung der Stadt durch die Armee der verfeindeten Aschanti. Misstrauisch gegenüber den Verteidigungsplänen der traditionellen Chiefs von Accra wollten die Versammelten die Geschicke der Stadt in dieser bedrohlichen Situation selbst in die Hand nehmen. Sie wählten ein Komitee mit Lutterodt als Präsidenten und versuchten ständig im Austausch mit der Fanti-Konföderation Grundlagen für eine Selbstregierung Accras zu schaffen. Das Projekt misslang aufgrund der mangelnden Kooperation der traditionellen Chiefs der Stadt.